# Henry (banda desenhada)
Henry, conhecido no Brasil por Pinduca ou Carequinha, é uma tira de quadrinhos criada em 1932 por Carl Anderson. A tira é sobre um menino de calças curtas, que, além de não ter cabelos, possui pernas tortas e quase nunca fala. Na maioria das vezes ele se comunica por mímica. Ele passou a ser distribuido pela King Features Syndicate, depois que o afamado editor estadunidense William Randolph Hearst viajou para a Alemanha e assinou um acordo com Anderson. A distribuição nos EUA começou em 1934 e as tiras se iniciaram em 1935. 
Com a morte de Anderson em 1948, os quadrinhos continuaram com o desenho de John Liney até a aposentadoria deste em 1979. Don Trachte o sucederia até 2005, quando também veio a falecer.  Neste último período, também houve a colaboração de Jack Tippit e Dick Hodgins, Jr. 
Henry apereceu em desenho animado dos Estúdios Fleischer, como um coadjuvante de Betty Boop no desenho Betty Boop with Henry, the Funniest Living American (1935).
A Dell Comics publicou uma revista colorida sob o título de Carl Anderson's Henry, com 61 exemplares, no período de 1946 a 1961. Aqui, Pinduca fala normalmente.
No Brasil, a EBAL publicou uma revista em quadrinhos do personagem durante os anos de 1953 a 1961, chamada de Pinduca. 